# Stylocentrus ancora
Stylocentrus ancora är en insektsart som beskrevs av Perty 1833. Stylocentrus ancora ingår i släktet Stylocentrus och familjen hornstritar. Inga underarter finns listade i Catalogue of Life.